# 托莫特壳类
托莫特壳类（學名：Tommotiids）是在寒武纪纽芬兰世出現的一類海洋底棲小殼動物（可能在埃迪卡拉纪晚期即已出现，是小殼動物群的一部分），隸屬於觸手冠動物（由苔蘚動物門、腕足动物门和帚虫动物门构成的支系）。大多數托莫特壳类生存於寒武纪初期，少數繁衍至寒武世中期，再往後則無可靠的报道。牠們的化石最早發現於西伯利亚地台的寒武纪托莫特阶（英文：Tommotian；亦即寒武纪第二期），後在斯堪的纳维亚半岛、澳大利亚、中亚、蒙古和中國等地也有發現。由於长久以来未發現完整铰合的骨片系化石，托莫特壳类一直被視作分類位置不明的疑难類群，後随着越来越多骨片系化石的發現，牠們被认为与腕足动物關係親近，可为研究腕足动物的起源和早期演化提供证据。
托莫特壳类形态多样，有塔状、帽状和鞍状等。大多數托莫特壳类礦化後生成磷酸钙而非碳酸钙，但也有部分硅化的例子表明某些種類含有碳酸盐或碳质骨片。在托莫特壳类的成員中，Micrina與神父殼屬（Paterimitra）的幼體具有兩片外殼，該性狀使二者被分別归入腕足动物门下舌形貝型亞門和小嘴貝型亞門的幹群，同時表明腕足動物的殼是一種幼年性狀的遗留。
在很長的歷史時期內，學界對托莫特壳类的了解僅來自於牠們脫落的殼，未曾發現任何完整的個體。直到2008年，學界才首次發現身體組織保存完整的托莫特壳类，系Eccentrotheca属內成員，牠們被復原成一類由螺旋形重疊板片组成、營底棲固着生活的管狀動物；一年後發現的神父殼屬成員的鉸合構造，顯示出一種與之近似的形態和生活方式，許多托莫特壳类可能因此需要被重新描述為固着管狀動物。这些發現也为腕足动物的起源提供了新的假說，即牠們由某一支托莫特壳类通过減省身體構造演化而來，直到最後僅剩下两片外殼；這與早前的“收縮起源說”形成了對照，該假说认为某種類似哈氏蟲類的動物通过蜷縮身体，造成前後两片外殼连接收攏，最終演化為腕足動物。

## 下級分類
托莫特壳类現有五個科為學界所承认：
- 托莫特壳科 Tommotiidae Missarzhevsky in Rozanov et al., 1969
- 唐努乌拉壳科 Tannuolinidae Fonin et Smirnova, 1967
- 苏娜金壳科 Sunnaginiidae Landing, 1984
- Kennardiidae Laurie, 1986
- 拉氏螺科 Lapworthellidae Missarzhevsky in Rozanov et Missarzhevsky, 1966

此外，托莫特壳类的以下各属被认为与现生腕足动物或帚虫动物密切相关：
| 属名                    | 與腕足动物和帚虫动物的關係                            |
| ----------------------- | ----------------------------------------------------- |
| Kulparina               | 神父贝纲（Paterinata）的幹群成員                      |
| 神父殼屬 Paterimitra    | 神父贝纲的幹群成員                                    |
| Askepasma               | 神父贝纲的幹群（或冠群？）成員                        |
| 唐努乌拉壳属 Tannuolina | 舌形貝型亞門（Linguliformea）的幹群成員               |
| Micrina                 | 舌形貝型亞門的幹群成員                                |
| Mickwitzia              | 舌形貝型亞門的幹群（或冠群？）成員                    |
| Camenella               | 腕足-帚虫动物分支（Brachiopoda＋Phoronida）的幹群成員 |
| Dailyatia               | 腕足-帚虫动物分支的幹群成員                           |
| 拉氏螺属 Lapworthella   | 腕足-帚虫动物分支的幹群成員                           |
| Eccentrotheca           | 帚虫动物（或腕足动物？）的幹群成員                    |
| 舞鳳蟲屬 Wufengella     | 觸手冠動物的共同祖先                                  |